# Inspektorat Leszno Armii Krajowej
Inspektorat Leszno Armii Krajowej – terenowa struktura Okręgu Poznań Armii Krajowej.
Działał do lipca 1944, następnie rozbity. W 1945 odtworzony w ramach WSGO „Warta”.

## Skład organizacyjny
Struktura organizacyjna podana za Atlas polskiego podziemia niepodległościowego:
- Obwód Leszno
- Obwód Kościan
- Obwód Wolsztyn (struktura szkieletowa)